# Parapercis elongata
Parapercis elongata är en fiskart som beskrevs av Fourmanoir, 1967. Parapercis elongata ingår i släktet Parapercis och familjen Pinguipedidae. Inga underarter finns listade i Catalogue of Life.